# 特里鎮區 (芬尼縣)
特里鎮區（英語：Terry Township）為位在美國堪薩斯州芬尼縣的鎮區。2010年美国人口普查中該鎮區人口有159人。

## 地理
特里鎮區涵蓋面積371.5平方（143.4平方英里），境內無城鎮設立。

## 交通
- 克里斯特機場（Crist Airport）
- R J C Farms Incorporated機場

## 人口及戶籍調查
根據2010年美國人口普查，特里鎮區人口有159人，人口密度為0.43人/平方公里。種族組成方面，白人153人；非裔美洲人1人；亞洲人0人；美洲原住民0人；太平洋島民1人；其他種族0人；兩個或以上種族4人。另外西班牙裔美國人及拉丁美洲人為26人。
性別組成方面：男性81人，女性78人。年齡方面：未滿18歲者有59人，18歲或以上者有100人。
該鎮區房屋總數71棟。自用住宅總計54棟，其中自有自用34棟，承租自用20棟；空屋總計17棟，其中房屋出租9棟，房屋出售1棟。

## 外部連結
- US-Counties.com
- City-Data.com （页面存档备份，存于）